# Tatjana Tagirov
Tatjana (Tanja) Tagirov (Zagreb, 8. maj 1961—Beograd, 7. jul 2017) je jugoslovenska, hrvatska i srpska novinarka, aktivistkinja i pravnica.

## Biografija
Rođena je 8. maja 1961. u Zagrebu (Hrvatska). Nakon osnovnog i gimnazijskog školovanja u Gospiću i Ogulinu, 1984. diplomirala na Pravnom fakultetu Sveučilišta u Zagrebu. Novinarstvom je počela da se bavi 1983. godine, prvo na Radiju 101, koji je u to vreme bio u eksperimentalnoj fazi rada, a zatim od 1984. do 1991. u Večernjem listu, gde je pratila pravosuđe i izveštavala s velikih suđenja pišući za crnu hroniku. Posebno se istakla znalačkim praćenjem politički motivisanih suđenja u Bihaću i Nišu. Istovremeno je pisala za Danas, Start i druga izdanja kuće Vjesnik, a od 1985. godine radila je i za omladinski list Polet. Od aprila 1991. do sredine 1992. radila je na televiziji YUTEL, prvo u zagrebačkoj i potom u sarajevskoj redakciji. Nakon prestanka emitovanja Yutela, dve godine se bavila advokaturom, sarađujući s Građanskim odborom za ljudska prava i aktivirajući se u mirovnom pokretu. Bila je među osnivačima Antiratne kampanje Hrvatske gde se prvenstveno bavila zaštitom ljudskih prava. Od 1993. radila je kao novinarka i urednica u ARKzinu, glasilu Antiratne kampanje Hrvatske, pišući kolumnu pod egidom »J'accuse«. Pisala je i za Svijet, Globus, Nacional, Slobodnu Dalmaciju, Vreme, NIN, itd. Od 1996. do 2001. živela je i radila na relaciji Zagreb–Beograd. Učestvovala je na jednom od prvih sastanaka međunarodne mreže Žena u crnom. Od 2000. živela je u Beogradu, delujući kao dopisnica zagrebačkih medija, među kojima se ističe saradnja s nedeljnikom Novosti. Od 2002. bila je honorarna dopisnica HINA-e iz Beograda, a povremeno je pisala za beogradski Danas i splitsku Slobodnu Dalmaciju. Petnaestogodišnji status slobodne novinarke okončala je 2005. zaposlivši se u Vremenu. Pisala je i za zagrebački nedeljnik Novosti. Umrla je 7. jula 2017. u Beogradu od posledica karcinoma. Sahranjena je na beogradskom Novom groblju. Opraštajući se od Tanje Tagirov u ime prijatelja iz Zagreba, Dejan Jović, profesor Fakulteta političkih znanosti iz Zagreba je rekao: "Nema nikoga ko je proteklih trideset i više godina pripadao slobodarskom, antiratnom, prijateljskom i normalnom Zagrebu, a da nije bio njen prijatelj i da je nije duboko poštovao. Cenili smo je zbog toga što je bila hrabra, slobodna, pisala je lepim rečenicama, bila protivnica onima kojima smo mi protivnici i saveznica onima kojima smo i mi saveznici." Dok je glavni urednik lista Vreme, Dragoljub Žarković, Tanju Tagirov okarakterisao kao "dobri, bučni duh Vremena".
”Sve ove naše države nastale su na zločinu. Ovaj rat nije bio rat s nekakvim višim ciljevima, nego se zasnivao na tome da se ubije susjed zato jer je druge nacije ili vjere, a u krajnjoj liniji zato da bi mu se oteo frižider, televizor, stan ili kuća."
—Tanja Tagirov

## Spoljašnje veze
- članci Tanje Tagirov u listu Novosti